# Phragmoplaste
Le phragmoplaste est formé à partir des vésicules golgiennes (de l'appareil de Golgi = des dictyosomes) qui, grâce aux microtubules mis en place lors de la mitose migrent sur le plan équatorial de la cellule végétale. D'abord isolées les unes des autres, ces vésicules contenant des protéines, comme l'extensine HRGP, et des composés pectiques fusionnent en une mince lamelle (lamelle moyenne), isolant totalement les deux cellules-filles. Les membranes réunies des vésicules golgiennes formeront les membranes plasmiques (membrane cytoplasmique) de chaque cellule fille. 
La synthèse du phragmoplaste commence au milieu de la future zone de séparation et progresse vers les bords. De place en place, la fusion des vésicules golgiennes a été empêchée par l'interposition de travées de reticulum endoplasmique. C'est sur ces emplacements que se formeront les plasmodesmes.  
Le phragmoplaste est une caractéristique des Phragmoplastophytes, groupe de plantes regroupant les embryophytes et certaines algues comme les charophycées, les coléochaetophycées et les zygnématophycées.